# Pigułka
Pigułka (łac. pilulae) – recepturowa stała dozowana postać leku, do podawania doustnego, w kształcie małej kulki o średnicy 3–5 mm i masie 0,1–0,3 g. Oprócz substancji czynnej zawiera ona składniki podłoża leku dobrane tak, aby powstała plastyczna masa, z której formuje się kulkę. 
W języku potocznym słowem „pigułka” nazywa się często tabletkę.

## Skład
W skład masy pigułkowej wchodzą substancje wypełniające (dla substancji bardzo silnie działających są to glukoza, laktoza lub sacharoza, natomiast dla pozostałych substancji stosuje się korzeń lukrecji), utwardzające (zagęszczające, absorbujące), wiążące, rozsadzające, utrzymujące wilgoć, powlekające oraz do podsypywania (zarodniki widłaka lub talk).

## Zastosowanie
W postaci pigułek podawano środki farmaceutyczne silnie działające, o przykrym smaku i zapachu, drażniące jamę ustną i przełyk, o gęstej konsystencji. 
W związku z zawartością w pigułkach sproszkowanych surowców roślinnych nie spełniają one obecnie wymogów mikrobiologicznych, a ponadto na rynku dostępny jest szeroki asortyment gotowych leków doustnych – z tych powodów pigułki nie są już praktycznie przepisywane przez lekarzy.